# Nagroda Brytyjskiej Akademii Filmowej za najlepszą scenografię
Nagroda Brytyjskiej Akademii Filmowej za najlepszą scenografię – jedna z Nagród Brytyjskiej Akademii Filmowej przyznawana od 1964.

## Zwycięzcy i nominowani

### Lata 60.
|  | Najlepsza scenografia w czarno-białym filmie brytyjskim 1964: Dr. Strangelove – Ken Adam - Guns at Batasi – Maurice Carter - Za króla i ojczyznę – Richard MacDonald - Zjadacz dyń – Edward Marshall | Najlepsza scenografia w barwnym filmie brytyjskim 1964: Becket – John Bryan - The Chalk Garden – Carmen Dillon - Goldfinger – Ken Adam - Zulu – Ernest Archer |

|  | 1965: Darling – Ray Simm - The Bedford Incident – Arthur Lawson - Wzgórze – Herbert Smith - Rotten to the Core – Alex Vetchinsky | 1965: Teczka Icpress – Ken Adam - Lord Jim – Geoffrey Drake - Ci wspaniali mężczyźni w swych latających maszynach – Thomas N. Morahan - Operacja Piorun – Ken Adam |

|  | 1966: Szpieg, który przyszedł z zimnej strefy – Tambi Larsen - Bunny Lake zaginęła – Donald M. Ashton - Georgy Girl – Tony Woollard - Life at the Top – Edward Marshall | 1966: Błękitny Max – Wilfred Shingleton - Chartum – John Howell - Misja Quillera – Maurice Carter - The Wrong Box – Ray Simm |

|  | 1967: nagrody nie przyznano | 1967: Oto jest głowa zdrajcy – John Box - Wypadek – Carmen Dillon - Powiększenie – Assheton Gorton - Żyje się tylko dwa razy – Ken Adam |

Najlepsza scenografia 

1968: 2001: Odyseja kosmiczna – Ernest Archer, Harry Lange i Anthony Masters
- Szarża lekkiej brygady – Edward Marshall
- Oliver! – John Box
- Romeo i Julia – Renzo Mongiardino

 1969: Och! Co za urocza wojenka – Donald M. Ashton
- Hello, Dolly! – John DeCuir
- Wojna i pokój – Michaił Bogdanow, Giennadij Miasnikow
- Zakochane kobiety – Luciana Arrighi

### Lata 70.
1970: Waterloo – Mario Garbuglia
- Anna tysiąca dni – Maurice Carter
- Córka Ryana – Stephen B. Grimes
- Opowieść wigilijna – Terence Marsh

1971: Śmierć w Wenecji – Ferdinando Scarfiotti
- Posłaniec – Carmen Dillon
- Mikołaj i Aleksandra – John Box
- The Tales of Beatrix Potter – Christine Edzard

1972: Kabaret – Rolf Zehetbauer
- Mechaniczna pomarańcza – John Barry
- Lady Caroline Lamb – Carmen Dillon
- Młody Winston – Donald M. Ashton i Geoffrey Drake

1973: Najemnik – Natasha Kroll
- England Made Me(inne języki) – Tony Woollard(inne języki)
- Rzym – Danilo Donati
- Detektyw – Ken Adam

1974: Wielki Gatsby – John Box
- Chinatown – Richard Sylbert
- Morderstwo w Orient Expressie – Tony Walton
- Trzej muszkieterowie – Brian Eatwell

1975: Rollerball – John Box
- Barry Lyndon – Ken Adam
- Dzień szarańczy – Richard MacDonald
- Płonący wieżowiec – William J. Creber

1976: Bugsy Malone – Geoffrey Kirkland
- Wszyscy ludzie prezydenta – George C. Jenkins(inne języki)
- King Kong – Mario Chiari(inne języki) i Dale Hennesy(inne języki)
- Pantofelek i róża – Ray Simm

1977: Casanova  – Danilo Donati i Federico Fellini
- O jeden most za daleko – Terence Marsh
- Szpieg, który mnie kochał – Ken Adam
- Valentino – Philip Harrison

1978: Bliskie spotkania trzeciego stopnia – Joe Alves
- Julia – Gene Callahan, Carmen Dillon i Willy Holt
- Gwiezdne wojny: część IV – Nowa nadzieja – John Barry
- Superman – John Barry

1979: Obcy – ósmy pasażer Nostromo – Michael Seymour
- Czas apokalipsy – Dean Tavoularis
- Europejczycy – Jeremiah Rusconi
- Jankesi – Brian Morris

### Lata 80.
1980: Człowiek słoń – Stuart Craig
- Cały ten zgiełk – Philip Rosenberg
- Flash Gordon – Danilo Donati
- Gwiezdne wojny: część V – Imperium kontratakuje – Norman Reynolds

1981: Poszukiwacze zaginionej Arki – Norman Reynolds
- Rydwany ognia – Roger Hall
- Kochanica Francuza – Assheton Gorton
- Tess – Pierre Guffroy

1982: Łowca androidów – Lawrence G. Paull
- E.T. – James D. Bissell
- Gandhi – Stuart Craig

1983: Traviata – Gianni Quaranta i Franco Zeffirelli
- W upale i kurzu – Wilfred Shingleton
- Gwiezdne wojny: część VI – Powrót Jedi – Norman Reynolds
- Gry wojenne – Angelo P. Graham

 1984: Pola śmierci – Roy Walker
- Towarzystwo wilków – Anton Furst
- Greystoke: Legenda Tarzana, władcy małp – Stuart Craig
- 1984 – Allan Cameron

1985: Brazil – Norman Garwood
- Amadeusz – Patrizia von Brandenstein
- Powrót do przyszłości – Lawrence G. Paull
- Podróż do Indii – John Box

1986: Pokój z widokiem – Brian Ackland-Snow i Gianni Quaranta
- Obcy – decydujące starcie – Peter Lamont
- Misja – Stuart Craig
- Ran – Shinobu Muraki i Yoshirō Muraki

1987: Złote czasy radia – Santo Loquasto
- Nadzieja i chwała – Anthony Pratt
- Jean de Florette – Bernard Vézat
- Nietykalni – William A. Elliott

1988: Tucker. Konstruktor marzeń – Dean Tavoularis
- Imperium słońca – Norman Reynolds
- Ostatni cesarz – Ferdinando Scarfiotti
- Kto wrobił królika Rogera? – Elliot Scott

1989: Przygody barona Munchausena – Dante Ferretti
- Batman – Anton Furst
- Niebezpieczne związki – Stuart Craig
- Henryk V – Tim Harvey

### Lata 90.
1990: Dick Tracy – Richard Sylbert
- Cinema Paradiso – Andrea Crisanti
- Polowanie na Czerwony Październik – Terence Marsh
- Pod osłoną nieba – Gianni Silvestri

1991: Edward Nożycoręki – Bo Welch
- Rodzina Addamsów – Richard MacDonald
- Cyrano de Bergerac – Ezio Frigerio(inne języki)
- Terminator 2: Dzień sądu – Joseph C. Nemec III(inne języki)

1992: Roztańczony buntownik – Catherine Martin
- Chaplin – Stuart Craig
- Powrót do Howards End – Luciana Arrighi(inne języki)
- Ostatni Mohikanin – Wolf Kroeger(inne języki)

1993: Fortepian – Andrew McAlpine
- Wiek niewinności – Dante Ferretti
- Drakula – Thomas E. Sanders
- Lista Schindlera – Allan Starski

1994: Wywiad z wampirem – Dante Ferretti
- Priscilla, królowa pustyni – Colin Gibson i Owen Paterson
- Frankenstein – Tim Harvey
- Maska – Craig Stearns

1995: Apollo 13 – Michael Corenblith
- Braveheart. Waleczne serce – Thomas E. Sanders
- Szaleństwo króla Jerzego – Ken Adam
- Rozważna i romantyczna – Luciana Arrighi

1996: Ryszard III – Tony Burrough
- Angielski pacjent – Stuart Craig
- Evita – Brian Morris
- Hamlet – Tim Harvey

1997: Romeo i Julia – Catherine Martin
- Tajemnice Los Angeles – Jeannine Oppewall
- Jej wysokość pani Brown – Martin Childs
- Titanic – Peter Lamont

1998: Truman Show – Dennis Gassner
- Elizabeth – John Myhre
- Szeregowiec Ryan – Thomas E. Sanders
- Zakochany Szekspir – Martin Childs

1999: Jeździec bez głowy – Rick Heinrichs
- American Beauty – Naomi Shohan
- Prochy Angeli – Geoffrey Kirkland
- Koniec romansu – Anthony Pratt
- Matrix – Owen Paterson

### od 2000
2000: Gladiator – Arthur Max
- Czekolada – David Gropman
- Przyczajony tygrys, ukryty smok – Timmy Yip
- Bracie, gdzie jesteś? – Dennis Gassner
- Zatrute pióro – Martin Childs

2001: Amelia – Aline Bonetto
- Gosford Park – Stephen Altman
- Harry Potter i Kamień Filozoficzny – Stuart Craig
- Władca Pierścieni: Drużyna Pierścienia – Grant Major(inne języki)
- Moulin Rouge! – Catherine Martin

2002: Droga do zatracenia – Dennis Gassner
- Chicago – John Myhre
- Gangi Nowego Jorku – Dante Ferretti
- Harry Potter i Komnata Tajemnic – Stuart Craig
- Władca Pierścieni: Dwie wieże – Grant Major(inne języki)

2003: Pan i władca: Na krańcu świata – William Sandell
- Duża ryba – Dennis Gassner
- Wzgórze nadziei – Dante Ferretti
- Dziewczyna z perłą – Ben van Os(inne języki)
- Władca Pierścieni: Powrót króla – Grant Major(inne języki)

2004: Aviator – Dante Ferretti
- Marzyciel – Gemma Jackson(inne języki)
- Harry Potter i więzień Azkabanu – Stuart Craig
- Dom latających sztyletów – Tingxiao Huo
- Vera Drake – Eve Stewart(inne języki)

2005: Harry Potter i Czara Ognia – Stuart Craig
- Batman: Początek – Nathan Crowley
- Charlie i fabryka czekolady – Alex McDowell(inne języki)
- King Kong – Grant Major(inne języki)
- Wyznania gejszy – John Myhre

2006: Ludzkie dzieci – Jim Clay, Geoffrey Kirkland i Jennifer Williams
- Casino Royale – Peter Lamont i Simon Wakefield
- Maria Antonina – K.K. Barrett i Véronique Melery
- Labirynt fauna – Eugenio Caballero i Pilar Revuelta
- Piraci z Karaibów: Skrzynia umarlaka – Cheryl Carasik(inne języki) i Rick Heinrichs

2007: Pokuta – Sarah Greenwood i Katie Spencer
- Elizabeth: Złoty wiek – Guy Dyas i Richard Roberts
- Harry Potter i Zakon Feniksa – Stuart Craig i Stephenie McMillan
- Niczego nie żałuję – Edith Piaf – Olivier Raoux(inne języki)
- Aż poleje się krew – Jim Erickson(inne języki) i Jack Fisk(inne języki)

2008: Ciekawy przypadek Benjamina Buttona – Donald Graham Burt i Victor J. Zolfo
- Oszukana – Gary Fettis i James J. Murakami(inne języki)
- Mroczny Rycerz – Nathan Crowley i Peter Lando
- Droga do szczęścia – Debra Schutt i Kristi Zea
- Slumdog. Milioner z ulicy – Michelle Day i Mark Digby

2009: Avatar – Rick Carter, Robert Stromberg i Kim Sinclair
- Dystrykt 9 – Philip Ivey i Guy Potgieter
- Harry Potter i Książę Półkrwi – Stuart Craig i Stephenie McMillan
- Parnassus: Człowiek, który oszukał diabła  – Dave Warren, Anastasia Masaro, Caroline Smith
- Bękarty wojny – David Wasco i Sandy Reynolds-Wasco

### od 2010
2010: Guy Hendrix Dyas, Larry Dias i Doug Mowat – Incepcja
- Robert Stromberg, Karen O’Hara – Alicja w Krainie Czarów
- Thérese DePrez, Tora Peterson – Czarny łabędź
- Eve Stewart, Judy Farr – Jak zostać królem
- Jess Gonchor, Nancy Haigh – Prawdziwe męstwo

2011: Dante Ferretti i Francesca Lo Schiavo – Hugo i jego wynalazek
- Laurence Bennett(inne języki), Robert Gould(inne języki) – Artysta
- Rick Carter i Lee Sandales(inne języki) – Czas wojny
- Stuart Craig i Stephenie McMillan – Harry Potter i Insygnia Śmierci: Część II
- Maria Djurkovic(inne języki) i Tatiana MacDonald(inne języki) – Szpieg

2012: Eve Stewart i Anna Lynch-Robinson – Les Misérables. Nędznicy
- Sarah Greenwood, Katie Spencer(inne języki) – Anna Karenina
- David Gropman, Anna Pinnock – Życie Pi
- Rick Carter i Jim Erickson – Lincoln
- Dennis Gassner i Anna Pinnock – Skyfall

2013: Catherine Martin i Beverley Dunn – Wielki Gatsby
- Adam Stockhausen, Alice Baker – Zniewolony. 12 Years a Slave
- Judy Becker, Heather Loeffler – American Hustle
- Howard Cummings(inne języki) – Wielki Liberace
- Andy Nicholson, Rosie Goodwin(inne języki), Joanne Woodlard – Grawitacja

2014: Adam Stockhausen i Anna Pinnock – The Grand Budapest Hotel
- Maria Djurkovic, Tatiana Macdonald – Gra tajemnic
- Suzie Davies, Charlotte Watts – Pan Turner
- Nathan Crowley, Gary Fettis – Interstellar
- Rick Heinrichs, Shane Vieau – Wielkie oczy

2015: Colin Gibson i Lisa Thompson – Mad Max: Na drodze gniewu
- Rena DeAngelo(inne języki), Adam Stockhausen – Most szpiegów
- Judy Becker i Heather Loeffler – Carol
- Celia Bobak i Arthur Max(inne języki) – Marsjanin
- Rick Carter, Darren Gilford, Lee Sandales(inne języki) – Gwiezdne wojny: Przebudzenie Mocy

2016: Stuart Craig i Anna Pinnock – Fantastyczne zwierzęta i jak je znaleźć
- Charles Wood(inne języki) i John Bush – Doktor Strange
- Jess Gonchor(inne języki) i Nancy Haigh(inne języki) – Ave, Cezar!
- David Wasco(inne języki) i Sandy Reynolds-Wasco(inne języki) – La La Land
- Shane Valentino i Meg Everist – Zwierzęta nocy

2017: Paul Austerberry, Jeff Melvin i Shane Vieau – Kształt wody
- Sarah Greenwood(inne języki) i Katie Spencer – Czas mroku
- Dennis Gassner i Alessandra Querzola(inne języki) – Blade Runner 2049
- Nathan Crowley i Gary Fettis(inne języki) – Dunkierka
- Sarah Greenwood(inne języki) i Katie Spencer(inne języki) – Piękna i Bestia

2018: Fiona Crombie i Alice Felton – Faworyta
- Stuart Craig i Anna Pinnock(inne języki) – Fantastyczne zwierzęta: Zbrodnie Grindelwalda
- John Myhre i Gordon Sim(inne języki) – Mary Poppins powraca
- Nathan Crowley i Kathy Lucas(inne języki) – Pierwszy człowiek
- Eugenio Caballero(inne języki) i Bárbara Enríquez – Roma

2019: Dennis Gassner i Lee Sandales – 1917
- Bob Shaw i Regina Graves(inne języki) – Irlandczyk
- Ra Vincent(inne języki) i Nora Sopková(inne języki) – Jojo Rabbit
- Mark Friedberg i Kris Moran – Joker
- Barbara Ling(inne języki) i Nancy Haigh(inne języki) – Pewnego razu... w Hollywood

### od 2020
2020: Donald Graham Burt i Jan Pascale – Mank
- David Crank(inne języki) i Elizabeth Keenan(inne języki) – Nowiny ze świata(inne języki)
- Peter Francis i Cathy Featherstone(inne języki) – Ojciec
- Sarah Greenwood(inne języki) i Katie Spencer(inne języki) – Rebeka(inne języki)
- Maria Djurkovic(inne języki) i Tatiana Macdonald – Wykopaliska(inne języki)

2021: Patrice Vermette i Zsuzsanna Sipos – Diuna
- Sarah Greenwood(inne języki) i Katie Spencer(inne języki) – Cyrano(inne języki)
- Adam Stockhausen i Rena DeAngelo(inne języki) – Kurier Francuski z Liberty, Kansas Evening Sun
- Adam Stockhausen i Rena DeAngelo(inne języki) – West Side Story
- Tamara Deverell(inne języki) i Shane Vieau(inne języki) – Zaułek koszmarów(inne języki)

2022: Florencia Martin i Anthony Carlino – Babilon
- Christian M. Goldbeck i Ernestine Hipper – Na Zachodzie bez zmian
- James Chinlund i Lee Sandales – Batman

- Catherine Martin, Karen Murphy i Beverley Dunn – Elvis
- Curt Enderle i Guy Davis – Guillermo del Toro: Pinokio(inne języki)

2023: Shona Heath, James Price i Zsuzsa Mihalek - Biedne istoty
- Sarah Greenwood(inne języki) i Katie Spencer(inne języki) – Barbie
- Jack Fisk(inne języki) i Adam Willis – Czas krwawego księżyca
- Ruth De Jong(inne języki) i Claire Kaufman(inne języki) – Oppenheimer
- Chris Oddy, Joanna Maria Kuś i Katarzyna Sikora – Strefa interesów